# What's His Name
What's His Name è un film muto del 1914 diretto da Cecil B. DeMille. La sceneggiatura, firmata dallo stesso regista, si basa su What's-His-Name, romanzo di George Barr McCutcheon pubblicato a New York nel 1911. Prodotto dalla Jesse L. Lasky Feature Play Company e distribuito dalla Paramount Pictures, il film aveva come interpreti Max Figman, Lolita Robertson, Sydney Deane, Richard L'Estrange, Merta Carpenter, Fred Montague, Theodore Roberts. La piccola Cecilia de Mille (1908-1984) era la figlia del regista.

## Trama
Il felice matrimonio tra Harvey e Nellie Duluth, la figlia di un banchiere, sembra entrare in crisi quando, un bel giorno, lei decide di unirsi a una compagnia di rivista che presenta il suo spettacolo in città. Insieme a Harvey e a Phoebe, la loro figlioletta, Nellie si trasferisce poi a New York. La sua carriera teatrale prosegue trionfalmente e, ben presto, lei diventa una star. Tra i suoi ammiratori, si distingue il milionario Fairfax: Nellie, che non disdegna le sue attenzioni, "parcheggia" marito e figlia nei suburbi mentre lei continua a vivere in centro città, iniziando una relazione con Fairfax. Ormai diventata irreparabile, la crisi matrimoniale conduce presto al divorzio e Nellie parte per Reno. Dopo qualche mese, Harvey e Phoebe tornano a casa. La bambina si ammala gravemente. Nellie, avvisata da Harvey, torna dal marito e dalla figlia: la sua relazione con Fairfax è ormai finita e lei decide di lasciare tutto per riconciliarsi con il marito.

## Produzione
Il film fu prodotto dalla Jesse L. Lasky Feature Play Company.

## Distribuzione
Il copyright del film, richiesto dalla Jesse L. Lasky Feature Play Co., Inc, fu registrato il 15 ottobre 1914 con il numero LU3527.

Distribuito dalla Paramount Pictures, il film uscì nelle sale statunitensi il 22 ottobre 1914. In Brasile, prese il titolo A Revelação do Amado.
Copia completa della pellicola si trova conservata negli archivi del George Eastman House di Rochester.